# Rosalind Byrne
Rosalind Byrne (* 19. Februar 1904 als Rosalind Loretta Mooney in Ohio; † 9. August 1989 Wilmette, Illinois) war eine US-amerikanische Schauspielerin der Stummfilmzeit.

## Werdegang
Byrne trat ab 1923 in kleinen, oft ungenannten Rollen in Stummfilmen auf. Hier verkörperte sie oft das Flapper-Girl oder die namenlose Schönheit. Eine ihrer größeren Rollen spielte sie 1924 in The Fast Set, dieser Film gilt aber als verschollen. Besonders blieb sie für ihre Rolle als Hutmädchen in dem Filmklassiker Sieben Chancen neben Buster Keaton in Erinnerung. Nach 1930 zog sie sich ins Privatleben zurück. 

## Filmografie (Auswahl)
- 1923: Flammende Jugend (Flaming Youth)
- 1924: The Fast Set
- 1925: Auf nach Illustrien (The Wizard of Oz)
- 1925: Sieben Chancen (Seven Chances)
- 1925: The Marriage Whirl
- 1925: Der Sportstudent (The Freshman)
- 1927: Die ersten langen Hosen (Long Pants)
- 1928: That Certain Thing
- 1928: What Price Beauty?
- 1929: Eine Nacht im Prater (The Case of Lena Smith)
- 1929: Der Prinz im Fahrstuhlschacht (Double Whoopee)
- 1930: They Learned About Women
- 1930: Children of Pleasure (Tonfilm)
- 1970: 4 Clowns (Dokumentarfilm mit Ausschnitten bekannter Filme von und mit Stan Laurel, Oliver Hardy, Charley Chase und Buster Keaton)